# 张勇传
张勇传（1935年3月1日—），河南南阳人，中国水利水电工程专家，华中科技大学能源科学与工程学院教授、院长，华中科技大学文华学院院长，水电能源研究所所长，中国工程院院士。

## 生平
1957年毕业于华中理工大学。1997年当选为中国工程院院士。